# سان بريست توريون
سان بريست توريون (بالفرنسية: Saint-Priest-Taurion)‏ هي بلدية في مقاطعة فيين العليا في منطقة أقطانية الجديدة غرب وسط فرنسا، رمزها البريدي هو 87480.